# Culex annulioris
Culex annulioris är en tvåvingeart som beskrevs av Theobald 1901. Culex annulioris ingår i släktet Culex och familjen stickmyggor. Inga underarter finns listade i Catalogue of Life.